# Distretto di Lublino
Il distretto di Lublino (in polacco powiat lubelski) è un distretto polacco appartenente al voivodato di Lublino.

## Geografia antropica

### Suddivisioni amministrative
Il distretto comprende 17 comuni.
- Comuni urbano-rurali: Bełżyce, Bychawa
- Comuni rurali: Borzechów, Garbów, Głusk, Jabłonna, Jastków, Konopnica, Krzczonów, Niedrzwica Duża, Niemce, Strzyżewice, Wojciechów, Wólka, Wysokie, Zakrzew